# Ruby O. Fee
Ruby Moonstone Camilla Willow Fee, (San José, Costa Rica, 7 de febrero de 1996), más conocida como Ruby O. Fee, es una actriz alemana de cine y televisión.

## Carrera
En 2010 se dio a conocer por su papel protagonista de Sophie Kellermann en la serie de televisión Allein gegen die Zeit. Apareció nuevamente para la segunda temporada de la serie, que se rodó entre 2010 y 2011. En su primer largometraje, Womb (2010), interpretó a la adolescente Rebecca (el papel de Rebecca adulta fue realizado por Eva Green). En el largometraje Dandelion - The Cinematic Adventure, que se rodó en el verano de 2010 y se estrenó en mayo de 2011, también obtuvo un papel protagonista como Laila.
En el verano de 2012 tuvo lugar el rodaje de la adaptación cinematográfica del libro infantil The Black Brothers, de Moritz Bleibtreu, en la que Ruby O. Fee asumió el papel de Angeletta. A continuación, consiguió el papel en la película para televisión Lotta & the Happy Future, en la que encarnó a una chica enferma con problemas de corazón. Recibió elogios de la crítica por su interpretación como la sospechosa de asesinato Sarah en el episodio de la popular serie Tatort, "Happy Birthday, Sarah". En el verano de 2013 apareció en el filme de Detlev Buck Bibi and Tina como Sophia von Gelenberg.
En 2015 interpretó uno de los papeles principales en la película de Andreas Dresen Als wir träumten, basada en la novela homónima de Clemens Meyer. En 2016 representó a la protagonista femenina de la película histórica The Secret of the Midwife. En la película de acción estadounidense-alemana de 2019 Polar, interpretó un papel secundario junto a Mads Mikkelsen.
En 2020 apareció en la serie SOKO Liepzig y en algunas películas de su país. Un año después fue confirmada en el papel de Korina Domínguez en el filme de Netflix Army of Thieves.

## Vida privada
Ruby O. Fee vivió en Brasil de niña con su madre alemana y su padrastro francés y se trasladó con la familia a Berlín en 2008. Desde 2019 mantiene una relación con el actor Matthias Schweighöfer, con quien compartió rodaje en Army of Thieves.

## Filmografía

### Cine y televisión
- 2010: Womb
- 2010–2012: Allein gegen die Zeit
- 2011: Dandelion – The Cinema Adventure
- 2013: Lotta & the Happy Future
- 2013: Letzte Spur Berlin – Ewige Dunkelheit
- 2013: The Black Brothers
- 2013: Tatort
- 2013: Dead
- 2014: Bibi & Tina
- 2014: Kein Entkommen
- 2014: Bibi & Tina: Fully bewitched!
- 2015: When we Dreamed
- 2015: Ghost Hunters – On the Icy Track
- 2016: Rockabilly Requiem
- 2016: The Secret of the Midwife
- 2016: Shakespeare's Last Round
- 2016: Zazy
- 2016: Change of Sides
- 2016: Crazy About Fixi
- 2016: Prinz Himmelblau und Fee Lupine
- 2017: Die Ketzerbraut
- 2017: Hard Way: The Action Musical
- 2017: SCHULD nach Ferdinand von Schirach
- 2017: The Invisibles – We Want to Live
- 2018: Five Friends and the Valley of the Dinosaurs
- 2018: Rosamunde Pilcher: Nanny Desperately Wanted
- 2018: Der Alte – In voller Absicht
- 2019: Polar
- 2019: Sweethearts
- 2019: Murder in the North: Healing Family
- 2019: Your Color
- 2020: Lindenberg! Do Your Thing
- 2020: SOKO Leipzig – The Trap
- 2020: Asphalt Burning
- 2021: Army of Thieves

- 2025:  El Muro Negro